# العلاقات البلجيكية الغرينادية
العلاقات البلجيكية الغرينادية هي العلاقات الثنائية التي تجمع بين بلجيكا وغرينادا.

## مقارنة بين البلدين
هذه مقارنة عامة ومرجعية للدولتين:
| وجه المقارنة                                              | بلجيكا                                                                              | غرينادا                                |
| --------------------------------------------------------- | ----------------------------------------------------------------------------------- | -------------------------------------- |
| المساحة (كم2)                                             | 30.53 ألف                                                                           | 348                                    |
| عدد السكان (نسمة)                                         | 11.37 مليون                                                                         | 107.83 ألف                             |
| الكثافة السكانية (ن./كم²)                                 | 372.42                                                                              | 30.99 ألف                              |
| العاصمة                                                   | بروكسل                                                                              | سانت جورجز                             |
| اللغة الرسمية                                             | اللغة الهولندية، لغة فرنسية، اللغة الألمانية                                        | لغة إنجليزية، إنكليزية غرنادة المولدة ‏ |
| العملة                                                    | يورو، فرنك بلجيكي                                                                   | دولار شرق الكاريبي                     |
| الناتج المحلي الإجمالي (بليون دولار)                      | 492.68 مليار                                                                        | 1.12 مليار                             |
| الناتج المحلي الإجمالي (تعادل القوة الشرائية) بليون دولار | 514.74 مليار                                                                        | 1.45 مليار                             |
| الناتج المحلي الإجمالي الاسمي للفرد دولار أمريكي          | 40.32 ألف                                                                           | 9.21 ألف                               |
| الناتج المحلي الإجمالي للفرد دولار أمريكي                 | 43.44 ألف                                                                           | 12.43 ألف                              |
| مؤشر التنمية البشرية                                      | 0.890                                                                               | 0.750                                  |
| رمز المكالمات الدولي                                      | +32                                                                                 | +1473                                  |
| رمز الإنترنت                                              | .be                                                                                 | .gd                                    |
| المنطقة الزمنية                                           | توقيت وسط أوروبا، ت ع م+01:00، ت ع م+02:00، توقيت وسط أوروبا الصيفي، أوروبا/بروكسل ‏ | 00                                     |

## منظمات دولية مشتركة
يشترك البلدان في عضوية مجموعة من المنظمات الدولية، منها:
| علم المنظمة | اسم المنظمة                               | تاريخ انضمام بلجيكا | تاريخ انضمام غرينادا |
| ----------- | ----------------------------------------- | ------------------- | -------------------- |
|             | الاتحاد البريدي العالمي                   | ?                   | ?                    |
|             | مؤسسة التنمية الدولية                     | 2 يوليو 1964        | 28 أغسطس 1975        |
|             | منظمة حظر الأسلحة الكيميائية              | ?                   | ?                    |
|             | منظمة التجارة العالمية                    | ?                   | ?                    |
|             | الأمم المتحدة                             | 27 ديسمبر 1945      | 17 سبتمبر 1974       |
|             | وكالة ضمان الاستثمار متعدد الأطراف        | 18 سبتمبر 1992      | 12 أبريل 1988        |
|             | منظمة الشرطة الجنائية الدولية             | ?                   | ?                    |
|             | مؤسسة التمويل الدولية                     | 27 ديسمبر 1956      | 28 أغسطس 1975        |
|             | الاتحاد الدولي للاتصالات                  | 1866                | 17 نوفمبر 1981       |
|             | البنك الدولي للإنشاء والتعمير             | 27 ديسمبر 1945      | 27 أغسطس 1975        |
|             | المركز الدولي لتسوية المنازعات الاستشارية | 26 سبتمبر 1970      | 23 يونيو 1991        |
|             | يونسكو                                    | 29 نوفمبر 1946      | 17 فبراير 1975       |

## وصلات خارجية
- موقع وزارة الخارجية البلجيكية